# Цифрова революція
Цифрова революція (англ. Digital Revolution) — повсюдний перехід від аналогових технологій до цифрових, що почався в 1980-х і триває в перші десятиліття XXI століття; корінні зміни, пов'язані з широким розповсюдженням інформаційно-комунікаційних технологій, який розпочався у другій половині XX століття, і стали передумовами інформаційної революції, яка, в свою чергу, визначила процеси глобалізації і виникнення постіндустріальної економіки.
Основні рушійні сили — широке поширення обчислювальної техніки, перш за все — персональних комп'ютерів, всеосяжне проникнення Інтернету, масове застосування персональних портативних комунікаційних пристроїв.
За трансформаційними масштабами іноді порівнюється з аграрною революцією в період неоліту та промисловою революцією в XVIII-XIX столітті; в контексті уявлень про Другу промислову революцію другої половини XIX - початку XX століть іноді називається Третьою промисловою революцією .